# Hyundai Ioniq
Hyundai Ioniq – hybrydowy i elektryczny samochód osobowy klasy kompaktowej produkowany pod południowokoreańską marką Hyundai w latach 2016 – 2022.

## Historia i opis modelu

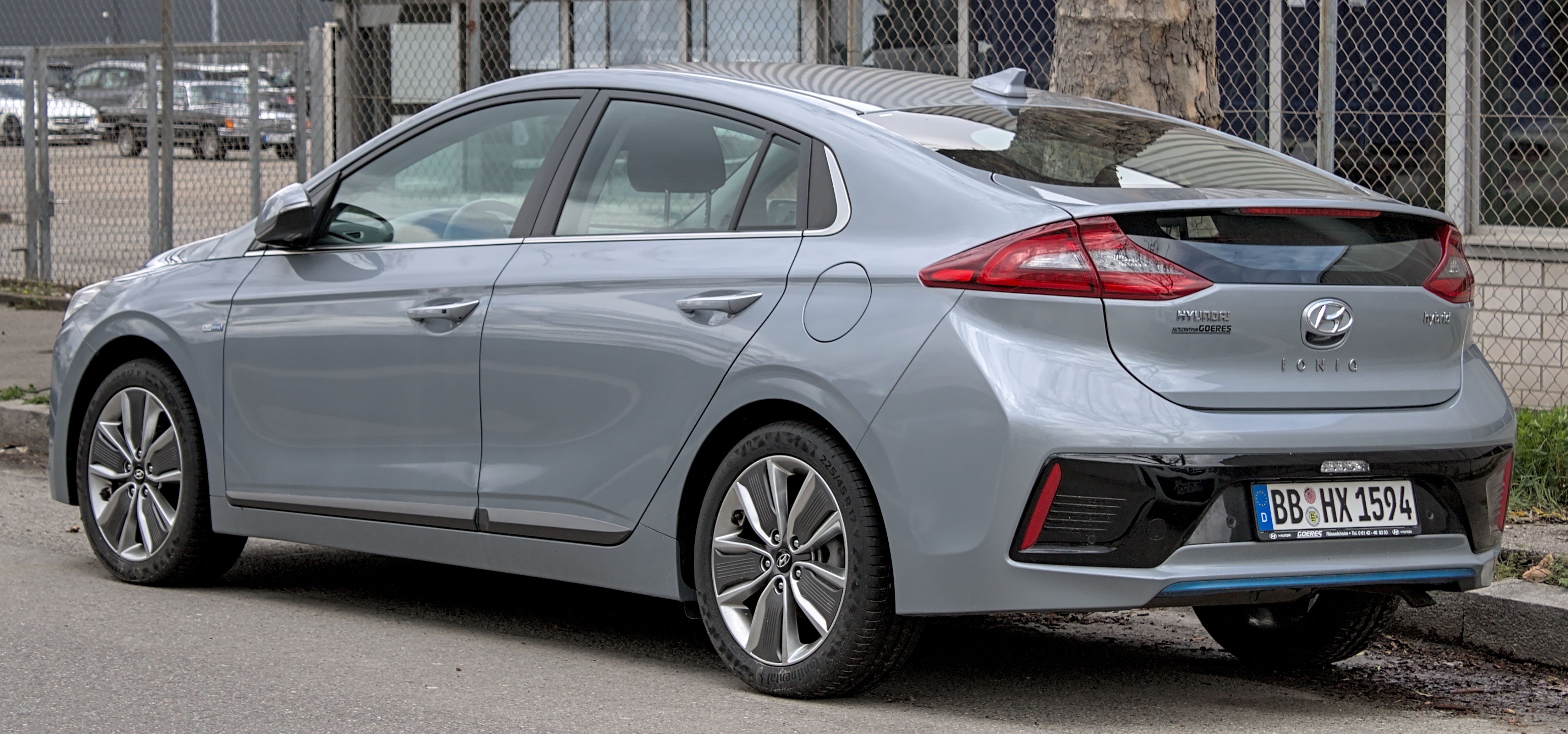
Hyundai Ioniq - tył

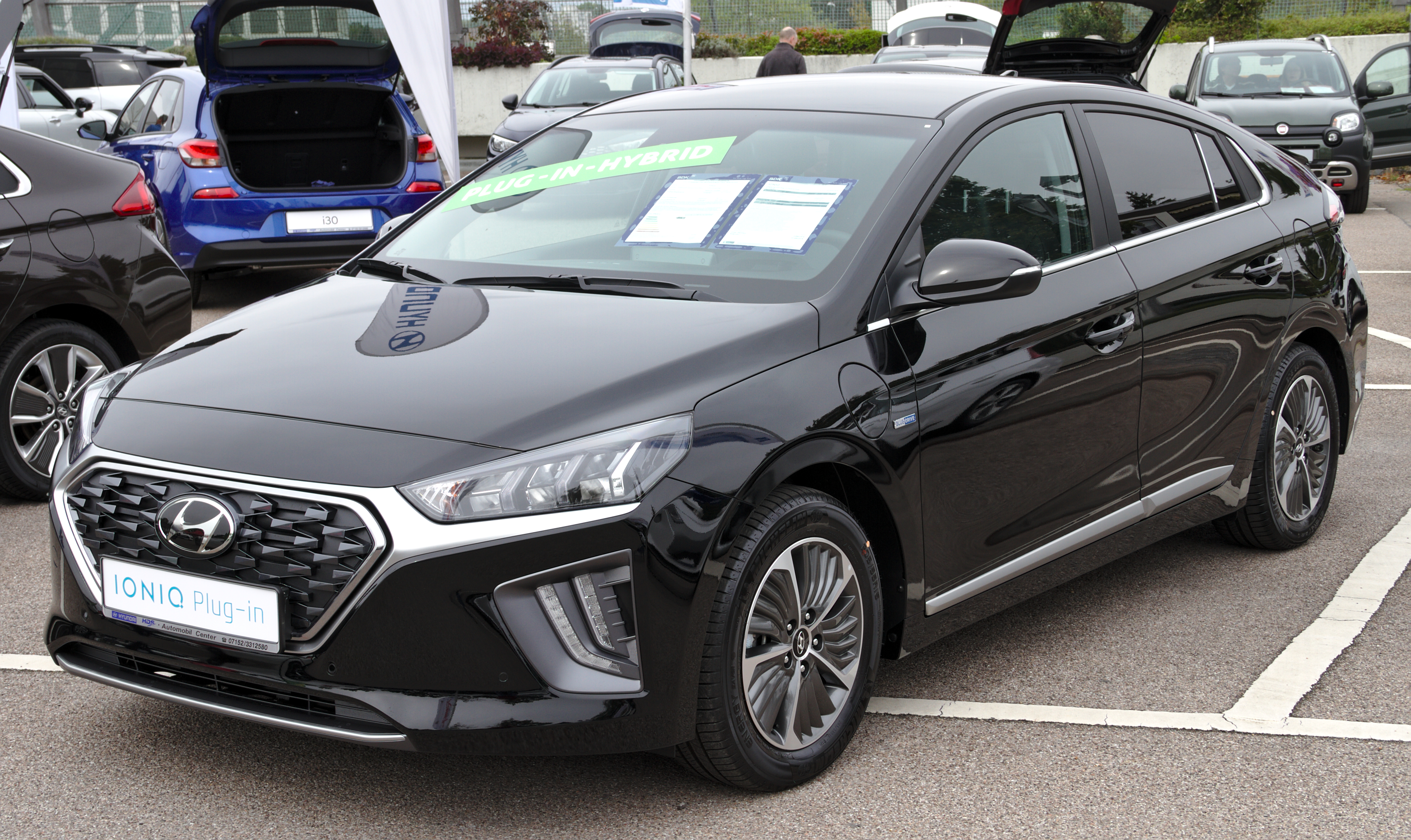
Hyundai Ioniq Plug-in po liftingu

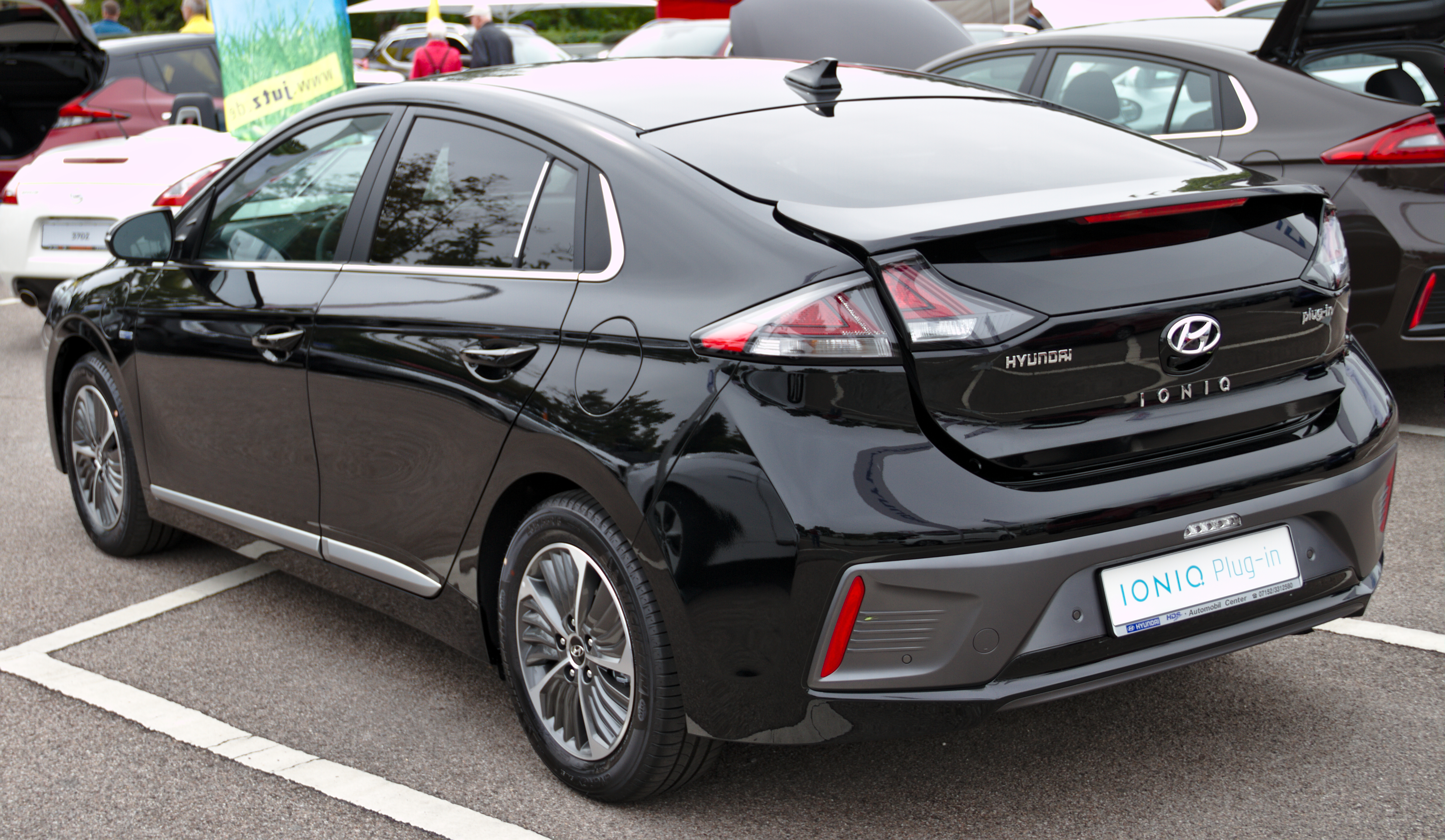
Hyundai Ioniq Plug-in - tył po liftingu

Hyundai Ioniq został po raz pierwszy oficjalnie zaprezentowany w styczniu 2016 roku podczas specjalnego wydarzenia, które odbyło się w Seulu. Jako model zbudowany z myślą o rynkach globalnych, w kolejnych miesiącach odbyły się lokalne debiuty w Genewie dla rynków europejskich oraz w Nowym Jorku dla rynków północnoamerykańskich.
Samochód został zbudowany na zupełnie nowej płycie podłogowej, która jako pierwsza w historii producenta została opracowana specjalnie z myślą o zelektryfikowanych układach napędowych. W celu obniżenia masy pojazdu, pokrywa silnika, klapa bagażnika oraz niektóre komponenty zawieszenia pojazdu wykonano z aluminium, boczki drzwi wykonano z trzciny cukrowej, a do budowy podsufitki zastosowany został pył wulkaniczny.  Nazwa Ioniq jest połączeniem słów ion (jon) oraz unique (wyjątkowy).
Hyundai Ioniq został skonstruowany jako odpowiedź na Toyotę Prius, podobnie jak ona w podstawowym wariancie posiadając napęd hybrydowy i przyjmując postać liftbacka ze ściętym tyłem z podzieloną spojlerem dwuczęściową szybą tylną. Przednia część nadwozia otrzymała z kolei charakterystyczny dla debiutujących wówczas modeli Hyundaia, heksagonalny duży wlot powietrza z centralnie umieszczonym logo. W zderzakach znalazły się z kolei światła do jazdy dziennej wykonane w technologii LED.

### Lifting
W maju 2019 roku Hyundai Ioniq przedł obszerną restylizację. Pas przedni otrzymał przeprojektowaną atrapę chłodnicy, a także chromowaną obwódkę łączącą ją z reflektorami. Przeprojektowane zostały także reflektory i lampy tylne, które wykonane są w technice LED z nowym, charakterystycznym wzorem podwójnych kresek. Największe zmiany przeszła kabina pasażerska, gdzie pojawił się zupełnie nowy projekt kokpitu. Konsola centralna otrzymała panel przyrządów przykryty lakierem fortepianowym z wyżej umieszczonym i większym, 10,25-calowym ekranem systemu multimedialnego. Przeprojektowany i zoptymalizowany został także układ hybrydowy.

### Koniec produkcji

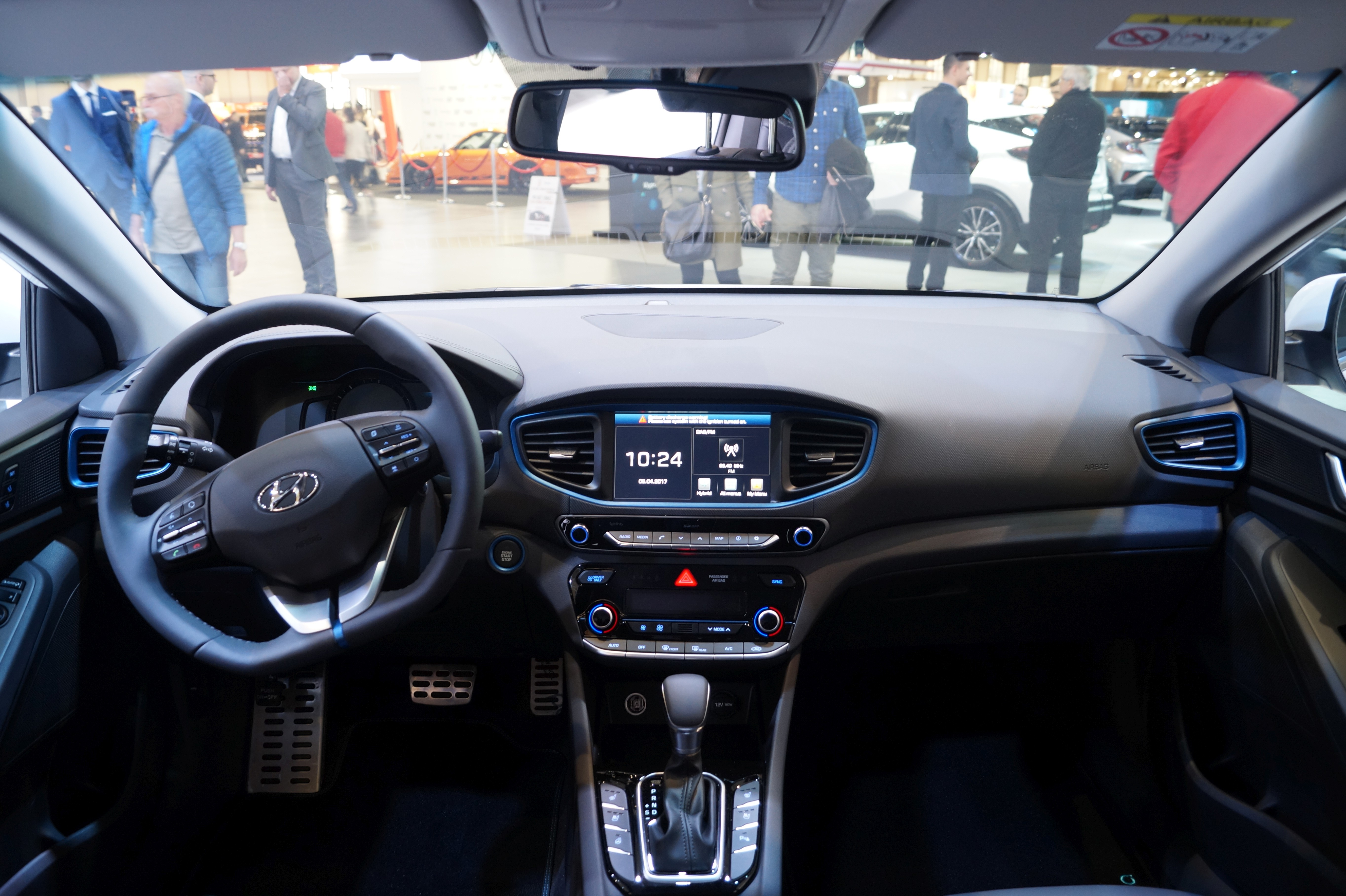
Hyundai Ioniq - kokpit

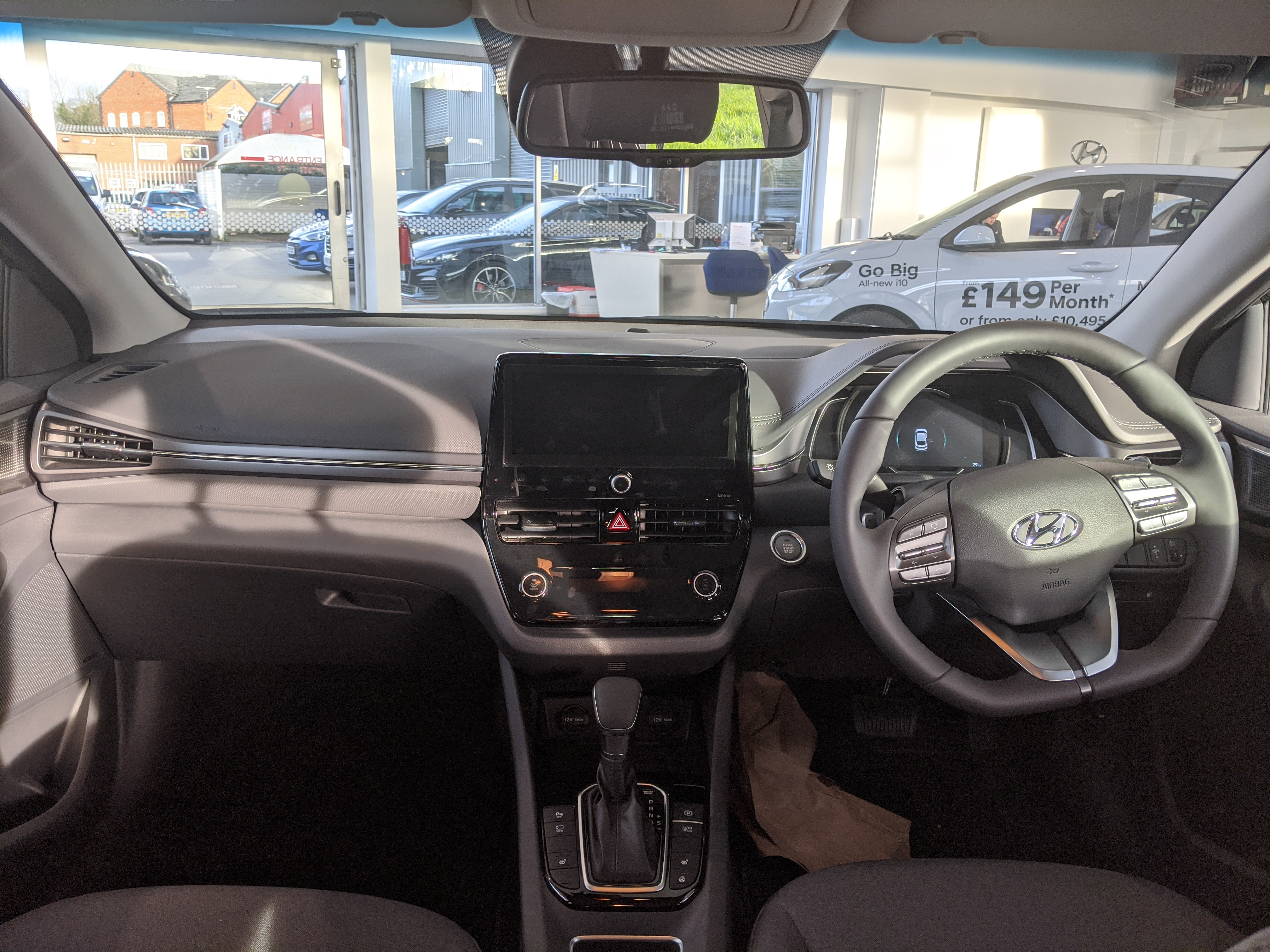
Hyundai Ioniq - kokpit po liftingu

W pierwszej połowie 2021 roku Hyundai rozpoczął proces wygaszania produkcji rodziny modelowej Ioniq na rzecz konstrukcji nowszej generacji, oferowanego tym razem tylko na wybranych rynkach hybrydowego wariantu kolejnej generacji modelu Elantra/Avante. W czerwcu 2022 produkcja Hyundaia Ioniq we wszystkich odmianach oficjalnie dobiegła końca, torując tym samym drogę dla nowej gamy samochodów elektrycznych z linii Ioniq, którą zapoczątkował w międzyczasie crossover Ioniq 5.

### Wersje wyposażeniowe
- Business
- Premium
- Platinum

Standardowe wyposażenie podstawowej wersji pojazdu Business obejmowało m.in. system ABS, elektryczne sterowanie szyb, elektryczne sterowanie lusterek, dwustrefową klimatyzację, kamerę cofania, adaptacyjny tempomat oraz czujnik deszczu.

### Dane techniczne
Podstawowy wariant Hyundaia Ioniq napędzany jest klasycznym układem hybrydowym. Współtworzy go spalinowa jednostka benzynowa typu GDI o pojemności 1,6 l i mocy 108 KM, która wspomagana jest przez silnik elektryczny, który generuje moc 44 KM. Łączna moc układu napędowego wynosi 141 KM.
Spalinowo-elektryczną ofertę współtworzył także wariant hybrydowy typu plug-in. Posiada ona większą, litowo-polimerowej baterię o pojemności 8,9 kWh, która umożliwia ładowanie z gniazdka, a także przejechanie na samym silniku elektrycznym około 50 kilometrów.

## Ioniq Electric

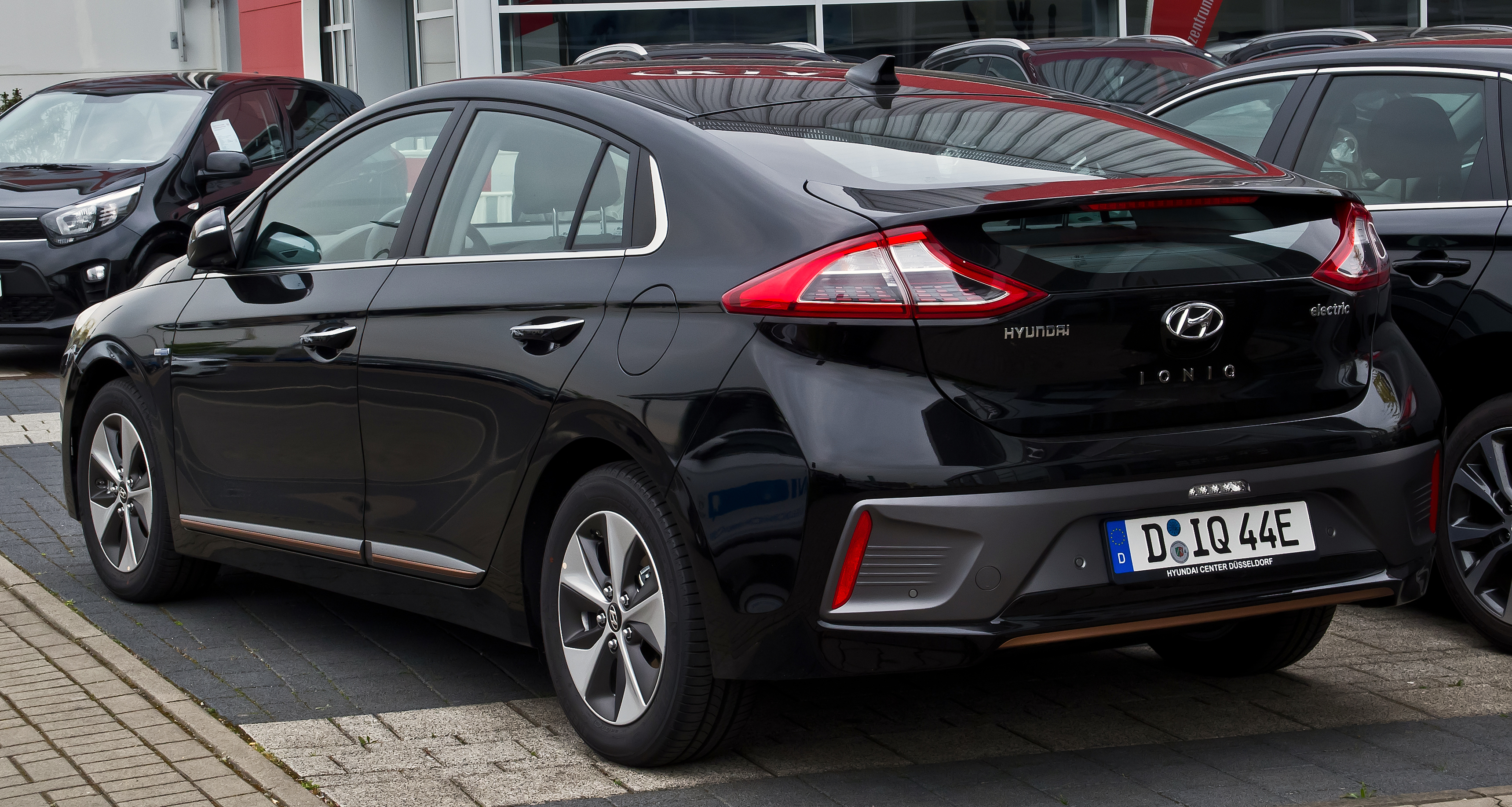
Hyundai Ioniq Electric - tył

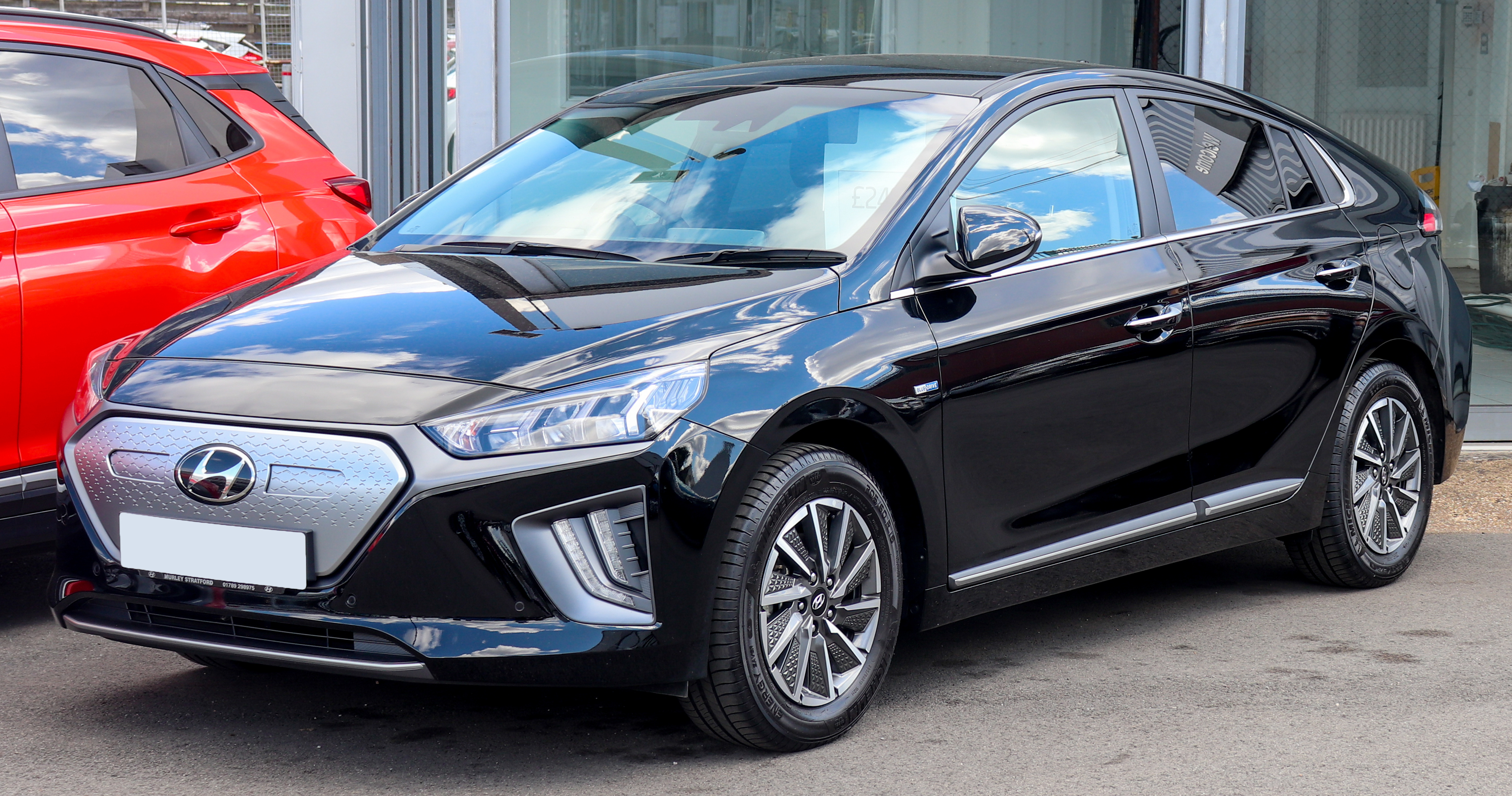
Hyundai Ioniq Electric po liftingu

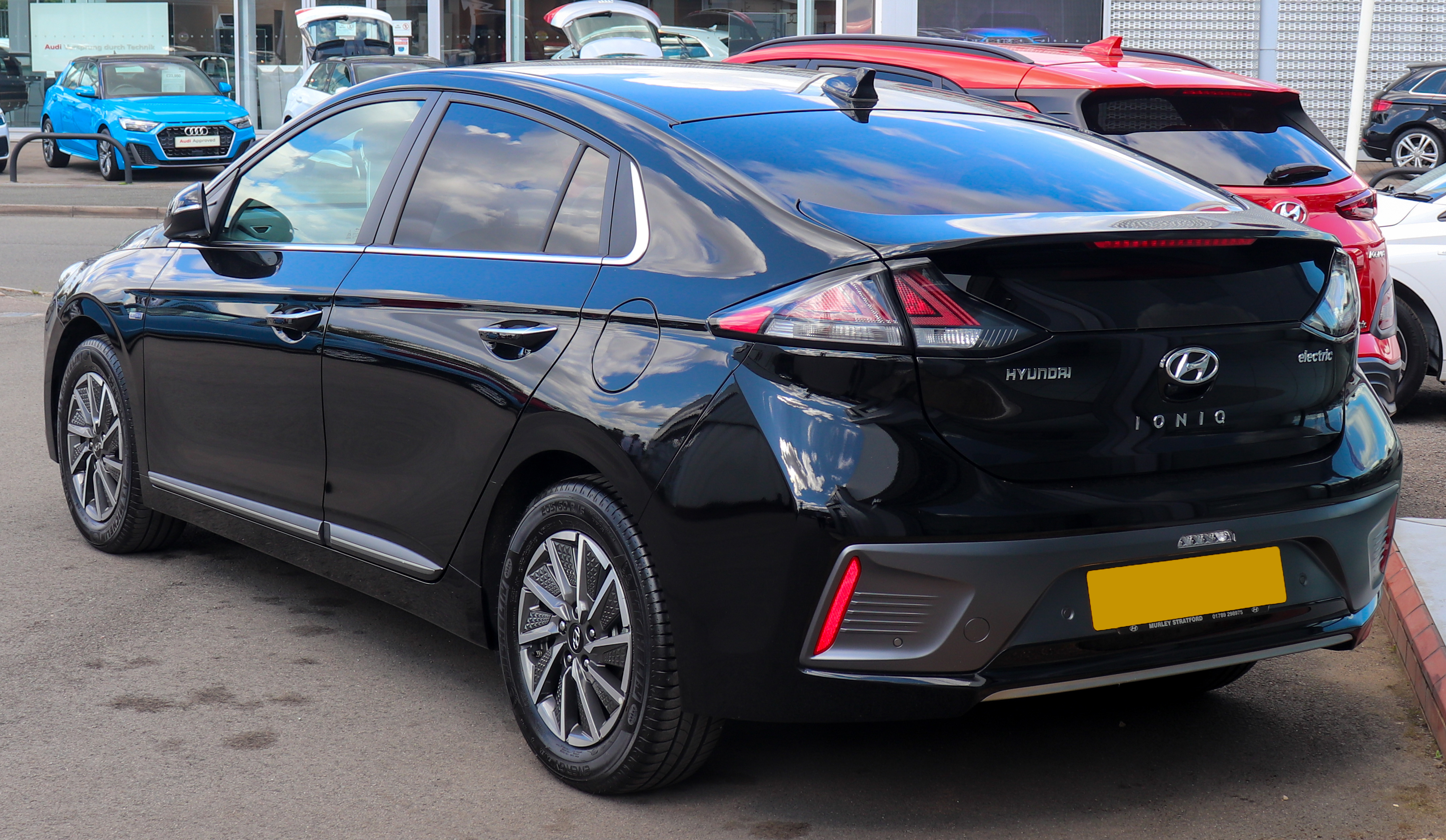
Hyundai Ioniq Electric - tył po liftingu

Hyundai Ioniq Electric został zaprezentowany po raz pierwszy w 2016 roku.
Równolegle ze spalinowo-elektrycznym Ioniqiem w wariancie hybrydowym oraz hybrydowym typu plug-in, Hyundai przedstawił także wariant Ioniq Electric o napędzie czysto elektrycznym. Pod kątem wizualnym wyróżniał się on przede wszystkim brakiem atrapy chłodnicy, która została zastąpiona dużą, szarą zaślepką z centralnie umieszczonym logo producenta. Delikatnie przestylizowany został także tylny zderzak, a lampy tylne otrzymały przemodelowany układ oświetlenia wykonany w całości w technologii LED.
Ioniq Electric charakteryzował się również modyfikacjami w kabinie pasażerskiej wynikających ze specyfiki napędu. Z racji braku m.in. skrzyni biegów w przestrzeni pod kokpitem znalazł się dodatkowy, duży schowek, z kolei przed podłokietnikiem znalazły się przyciski do wyboru trybów jazdy układu elektrycznego.

### Lifting
Równolegle z restylizacją Ioniqa w wariancie hybrydowym i hybrydowym plug-in, zmiany objęły także odmianę z napędem elektrycznym. Dotychczasowa zaślepka miejsca tradycyjnie przeznaczonego na atrapę chłodnicy w wariantach spalinowo-elektrycznym otrzymała nowy wygląd w postaci srebrnej nakładki.
Podobnie jak dotychczas, nowy wygląd kabiny pasażerskiej na czele z przestylizowaną konsolą centralną wiązał się też ze schowkiem pod deską rozdzielczą, a także przeprojektowanymi przyciskami do przełączania trybów jazdy.

### Dane techniczne
Układ napędowy Hyundaia Ioniq Electric w wariancie sprzed modernizacji współtworzyła bateria o pojemności 28 kWh oraz silnik elektryczny, który razem z nią rozwijał moc 120 KM. Zapewniało to przyśpieszenie od 0 do 100 km/h w ok. 10 sekund, a także prędkość maksymalną  km/h i zasięg na jednym ładowaniu do 280 kilometrów.
Po restylizacji z 2019 roku Ioniq Electric otrzymał zupełnie nowy układ elektryczny, zoptymalizowany głównie pod kątem lepszego zasięgu. Dzięki większej baterii o pojemności 38,3 kWh, na jednym ładowaniu pojazd może przejechać według normy WLTP do 378 kilometrów.